# Robertinci
Robertinci (francosko les Robertiens) je sodobno ime za frankovsko plemiško rodbino, znano tudi kot Rupertinci. Zahodna veja te družine, ki je od sredine 9. stoletje igrala pomembno vlogo v Zahodnofrankovskem cesarstvu in iz katere je izšla francoska kraljeva družina Kapetov, je izpričana že v 7. stoletju. 

## Zgodovina
Robertinci so dobili ime po grofu Robertu Močnem (sredina 9. stoletja), ki je šele v 19. in začetku 20. stoletja začel veljati za prednika rodbine. Rodbina se zanesljivo začne z Robertom I., ki je bil okoli sredine 8. stoletja grof v Wormsu in Zgornjem Porenju. Karl Glöckner je v eseju, objavljenem leta 1937, pokazal, da je Robert izhajal iz rensko-frankovske družine Rupertincev in je torej njegove prednike mogoče izslediti nazaj v 7. stoletje. Izraz Rupertinci se nanaša na ključno ime Rupert, tudi Hrodobert ali Robert, ki teče skozi družinsko drevo. Robertinci se običajno imenuje samo veja Rupertincev, ki se začne z Robertom Močnim. 
Hugo Capet, ustanovitelj francoske kraljeve dinastije Kapetingov, je izhajal iz rodbine Robertincev. Ker so kasnejše francoske kraljeve družine (Valoijci, Bourboni) prav tako izhajale od Huga Capeta po neprekinjeni moški liniji, je celotna "hiša Francije" (Maison de France) veja Robertinske dinastije. Veja Robertincev so tudi starejši Babenberžani.
Najbolj znani člani družine so: 
- Robert Močni, grof Toursa in grof Angersa
- Odo Pariški, kralj Zahodne Frankovske
- Robert I., kralj Zahodne Frankovske
- Hugo Veliki, vojvoda Frankov (dux Francorum), vojvoda Burgundije in vojvoda Akvitanije
- Hugo Capet, kralj Frankov

## Glavni seznam

### Merovinške generacije
- Haribert, † pred 636, nobilis v Nevstriji
  - Hrodobert I. (Robert I.) nobilis v Nevstriji,  8. aprila  630 referendarij (dobesedno poročevalec, pod Merovingi predhodnik  kanclerja) kralja Dagobert I.
    - Lantbert I. (Lambert I.), † po 650, nobilis v Nevstriji 
      - Hrodobert II. (Robert II.) nobilis v Nevstriji, leta  653 hausmajer kralja Klodvika II., leta 658 kancler kralja Klotarja III., 2. oktober 678 comes palatinus (palatinski grof) ⚭ Doda, † pred 12. septembrom 678 
        -  ? Landrada ⚭ Sigramn, nobilis v Avstraziji, starša škofa Hrodeganga in stara starša grofov Ingramskih
        -  ? Hčerka ⚭ Liutvin Sveti, 698/720 škof Trierja
        -  ? Grimbert, 691/720 comes palatinus (palatinski grof) Nevstrije
        - Lambert II., † pred 741, 706/715 comes v Nevstriji in Avstraziji
          - Robert I. (Rupert I.), izpričan 722/757, † pred 764, leta 732 dux v  Haspengau, 741/742 comes palatinus (palatinski grof), okoli 750 grof v Oberrrheingau in Wormsgau, 757 missus regius v Italiji; ⚭ okoli 730 Vilisvinta, † po 768; ustanovoteljica  samostana Lorsch, dedinja Zgornjega Porenja, hči grofa Adalhelma 
            - Rupert, grof Alemanije, † po 782, leta 745 grof v Oberrheingau, verjetno tudi v Turingiji, leta  758 grof v Breisgau, leta  775/778 grof v  Zürichgau, leta 764 soustanovitelj samostana Lorsch ⚭ Angila 
              - Heimrih (Heimo), † 5. maj 795, leta 764 soustanovitelj samostana Lorsch, leta 772/782 grof v Oberrheingau, leta 778 grof v Lahngau
              - Rahilt, 776 duhovnik v Lorschu
              - Evfemija, duhovnica v Lorschu (verjetno 776)

            - Anselm, † 778 v bitki pri Roncesvallesu kot  comes palatinus (palatinski grof)
            - Rupert, † po 786, 779 opat v Saint-Germain-des-Fossés
            - Turincbert (Turingbert), † po 1. juniju 770, 767/770 posestnik v Lorschu 
              - Robert II. (Rutpert II. ali  Hruodbert), izpričan 770, † 12. julij, 795/807 grof v Wormsgau in Oberrheingau, 795 gospod Dienheimski ⚭ Teoderata (Tiedrada), 766/777, † pred 789; ⚭  Isengarda, 789

          -  ? Landrada ⚭ Sigram, starša škofa Hrodeganga in stara starša grofov Ingramov

        -  ? Rupert Salzburški/Sveti (Robert), † 24. februar 717 ali 27. marec 718 v Salzburgu, škof  Wormsa,  696/717 prvi škof Salzburga, pokopan v Salzburgu
        -  ? Sveta Galaberga

    -  ? Hrodobert (Robert), svetovalec kraljice Bathilde, leta 662 postavljen za oskrbnika v Avstraziji, leta 654/664 za pariškega škofa in leta 663/667 za škofa Toursa

  - Erlebert
  - Hčerka ⚭ NN

### Karolinške generacije
- Robert II. (Rutpert II. ali Hruodbert), izpričan 770, † 12. julij 807, 795/807 grof v Wormsu in Zgornjem Porenju, 795 gospodar Dienheima; ⚭ I. Teoderata (Tiedrada), izpričana 766/777, † pred 789; ⚭ II. Isengarda, izpričana leta 789 
  - Verjetno prva hčerka  ⚭ Teobald, grof Madrijski
  - Robert III. (Rutpert III.), † pred 834, 812/830 grof v Wormsgau in Oberrheingau, 825 missus regius v diocezi Manz; ⚭ okoli 808 Viltruda (Valdrada) Orléanska,  829/834 dedinja posesti v Orléansu, hčerka grofa Hadrijana in Valdrate Widonenske 
    - Guntram, grof v Wormsgau 815/837
    - Oda ⚭ Valaho IV. (Verner IV.), † verjetno pred 891, po letu 840 grof v Wormsgau
    - Robert Močni (Robert IV., Rutpert IV.), † 15. septembra ali 25. julija 866 v bitki pri Brissartheju,  836/po 840 grof v Wormsgau, 852 laični opat samostana Saint-Martin-de-Marmoutier pri Toursu, 853 grof Toursa, 861/866 nobilis Franciae in grof Pariza, ⚭ I NN, verjetno Agana; ⚭ II začetek 864 Adelajda Tourska, † po 866, hčerka grofa Juga Tourskega in Bave (Ave), vdove grofa Konrada I., grofa Aargaua, Auxerreja in Linzgaua 
      - (I) sin, leta 866 dedič posesti v Burgundiji
      - (I) hčerka, verjetno Rihilda, dedinka Bloisa; ⚭ Teobald, grof Tourski
      - (II) Odo Francoski, * verjetno na začetku 865, † 1. ali 3. januar 898 v  La-Fère-sur-Oise, 866 nobilis Franciae, grof Pariza in Akvitanije, pred 27. oktobrom 886 gospod Anjouja in Touraineja, konec 887 skrbnik kralja Karla III. Francoskega in regent Francije, 888–898 kralj Frankovm pokopan v baziliki Saint-Denis; ⚭ verjetno 881 s Teoderato[2]
        - Rudolf (Raoul), * verjetno 882, izpričan 898, kralj Akvitanije
        -  ? Oda, * verjetno 883, † po 952; ⚭ okoli 897 Zventibold, † 13. avgusta 900 pri Susterenu, 895 kralj Lotaringije (Karoling)
        - Arnulf, * verjetno 885, † 898 kmalu za očetom
        - Gvido (Guy), * verjetno 888, izpričan 903

      - (II) Robert I. Francoski, * posmrtno 866, ubit 15. junija 923 v bitki pri Soissonsu,  893 grof Poitiersa, mejni grof  v Nevstriji in Orléansu,  898 grof Pariza, laični opat samostanov Saint-Denis in Saint-Martin de Tours,  29. april 922 kralj Frankov; ⚭ I Elis, ⚭ II okoli 890 Beatrika Vermandoiska, † po marcu 931, hčerka grofa Heriberta I. Vermandoiskega) 
        - (I) Hildebranda (Liégarde), † po 931; ⚭ pred 907 Heribert II., grof Vermandoiski, † 23. februar 943 (Karoling)
        - (I) Ema, † 935, verjetno pred 13. septembrom; ⚭ 910 Rudolf Burgundski, † 15. januar 936 v Auxerreju, vojvoda Burgundije, 923–936 kralj Frankov, pokopan v opatiji Sainte-Colombe v Sensu
        - (II) Hugo I. Veliki (Hugues I le Grand), * verjetno 895, † 16. junij 956 na gradu Dourdan, 922 vojvoda Nevstrije, Burgundije in Akvitanije, grof Pariza, Orléansa, Vexina itd., 923 grof Le Mansa, 936 dux Francorum, 938 vojvoda Burgundije, 943–956 vo vse Burgundije, 946 grof Laona, laični opat Saint-Martin de Tours, St. Germain-des-Prés in Saint-Denis, leta  923, 936 in 954 se je odrekel frankovske krone, regent Francije v letih 936–945 in 954–956, pokopan v baziliki Saint-Denis; ⚭ I NN (okoli 914), hči Rogerija, grofa Maine (Druga hiša Maine), in Rothilde, hčerke Karla Plešastega (Karoling); ⚭ II Edhilda (Eadhilde) (926/927), † 14. september 937, hči angleškega kralja Edvarda Starejšega in verjetno Elflede; ⚭ III Hedvika (9. maj/14. september 938 v Mainzu ali Ingelheimu nas Renu, † 10. maj po 965, morda tudi 958, hči nemškega kralja Henrika I. (Ludolfingi) 
          - (III)  Beatrika, † 23. avgust po 987; ⚭ 954/955 Friderik I., vojvoda Gornje Lorene, † 978
          - (III) Hugo II. (Hugo Capet), * pozimi  941, † 24. oktober 996, Les Juifs (Prasville) pri Chartresu, 956 grof Poitousa,  Orléans itd., 960 laični opat samostanov Saint-Martin de Tours, Saint-Germain d’Auxerre, Saint-Aignan in Orléans, Saint-Quentin, Saint-Vaast itd., 986/987 regent, 987 kralj Frankov, pokopan v baziliki Saint-Denis;  ⚭ poleti  968 Alice Poitouska, * verjetno 950, † 15. junij 1006, verjetno hčerka grofa Viljema I. Poitouskega
          - (III) Ema, * verjetno 943, † po 19. marcu 968; ⚭ 956/960 Rihard I. Neustrašni (Sans Peur), potrjena 942, † 20. november 996 v Fécampu, grof Normandije, regent Francije 956/960, pokopan v Fécampu
          - (III) Oton Burgundski, * verjetno 944, † 22/23. februar 965, 956 vojvoda Burgundije, ⚭ okoli velike noči 955 Luitgard (Liégard) iz Autuna, dedinja Burgundije, hči grofa Giselberta (Gilbert) in Ermengarde, dedinje Burgundije
          - (III) Henrik I. Veliki (Henri I le Grand), * verjetno 946, † 15. oktober 1002 na gradu Pouilly-sur-Saône, grof Neversa, 965/1002 vojvoda Burgundije, pokopan v Saint-Germain d'Auxerre, ⚭ I. okoli 972 Gerberga iz Mâcona, † 11. december 986/991, hči Otona (Otoni), vdova mejnega grofa Adalberta II. Ivrejskega, 950/961 kralj Italije; ⚭ II pred junijem 992, ločen leta 996, Gersende Gaskonska, hči Viljema (Guillauma) vojvode Gaskonje; ⚭ III 998 Matilda Chalonska, † 1005/1019, hči grofa Lamberta, drugič poročena z Gottfriedom I. (Geoffroi I.) iz Semurja  
            - (III) Aramburga Burgundska, * verjetno 999; ⚭ okoli 1015 Dalmas Semurski
            - (nezakonski, mati neznana) Odo (Eudes), 1004 vikont Beaune, 25. avgust 1005 pokrovitelj cerkve Saint-Étienne-de-Beaune; ⚭ pred 1012 Inga (Hingade)[3]; ⚭ vor 1012 Inga (Hingade)[4]
              - Aguion (Azelin) Beauneski, potrjen 1042
              - Jean de Beaune, gospod Marcyjski, potrjen 1042

          - (nezakonski, mati: Ringare/Raingarde, neplemiško poreklo), † 23. avgust (?), grad  Heribert, 969/994 škof Auxerra, pokopan v Notre-Dame l. Auxerre

    -  ? Hčerka ⚭ Megingoz I., izpričan leta 876, verjetno grof v Wormsgau